# ريان كلارك (لاعب كرة قدم)
ريان كلارك (بالإنجليزية: Ryan Clark)‏ هو لاعب كرة قدم بريطاني في مركز الوسط، ولد في 1 أغسطس 1997 في إسكتلندا في المملكة المتحدة. لعب مع نادي دمبرتون.

## وصلات خارجية
- ريان كلارك (لاعب كرة قدم) على موقع قاعدة بيانات كرة القدم.إي يو (الإنجليزية)
- ريان كلارك (لاعب كرة قدم) على موقع Soccerbase.com (لاعب) (الإنجليزية)
- ريان كلارك (لاعب كرة قدم) على موقع Soccerway.com (الإنجليزية)